# Ängslans boningar
Ängslans boningar är en dagboksroman av Per Gunnar Evander, första gången utgiven 1980 på Albert Bonniers Förlag.
Romanen filmatiserades för TV 1987 i regi av Evander. Evander läste den 18 april 1995 ur romanen i radioprogrammet Boktornet i Sveriges Radio.

## Handling
Romanens protagonist Per Gunnar Evander utsätts för två mordförsök av sin fästmö. Han flyr ut på stan och påträffar där sin gamla löparkompis Henry Ekberg. Tillsammans med sin hustru Ingegerd tar Henry hand om Per Gunnar i parets hem utanför Norrtälje. Per Gunnar är mycket tacksam och förklarar att om de någon gång behöver hans hjälp så ska de inte tveka att kontakta honom.
Elva år fortlöper utan att Henry och Per Gunnar träffas. En dag ringer Henry och förklarar att han fått en vattenläcka och behöver hjälp med att gräva så att röret kan repareras. Per Gunnar säger ja och reser till Norrtälje för att bo hos Ekbergs. Boken utvecklas nu till en dagboksroman som utspelar sig januari–mars.
Grävarbetet inleds och ganska snart blir Per Gunnar varse Henrys myckna alkoholkonsumtion och dåliga hälsa. Henry måste vila långa stunder och Per Gunnar får därför sköta det mesta av grävandet själv. Ibland kommer grannarna förbi för att titta på och för att ge goda råd, något som irriterar Per Gunnar.
Henrys hälsa försämras alltmer och han blir intagen på sjukhus. Per Gunnar besöker honom där och på natten avlider han. En tid senare återupptar Per Gunnar grävandet och hittar läckan.

## Rollfigurer
- Per Gunnar Evander
- Henry Ekberg, Evanders gamla löparkompis och vän
- Ingegerd Ekberg, Henrys fru
- Martina Ekberg, deras vuxna dotter
- Stig, Martinas ettårige son
- Alfons Rudén, granne till Ekbergs
- Westin, granne till Ekbergs och rörmockare
- Familjen Nilsson, grannar till Ekbergs
- Nordins, grannar till Ekbergs
- Berg, granne till Ekbergs
- Eva, Per Gunnars faster
- Henning, Per Gunnars bror som tidigare begått självmord
- Bryggar-Bertil, Ingegerds älskare
- Kristin, en tidigare flickvän till Per Gunnar

## TV-film 1987
År 1987 gjordes en TV-film för Sveriges Television, baserad på och med samma titel som boken. Den regisserades av Per Gunnar Evander och sändes den 2 mars 1987 i TV1 med repris dagen efter. Evander skrev filmens manus, Bengt-Åke Kimbré var producent och Bengt Lindström fotograf. Musiken komponerades av Björn J:son Lindh.
I filmen heter huvudpersonen inte Per Gunnar Evander utan Anders Sandberg.

### Rollista
- Jan Blomberg – Anders Sandberg
- Ernst Günther – Henry Ekberg
- Claire Wikholm – Ingegerd Ekberg
- Jan-Olof Strandberg – Nordin
- Bertil Norström – Rudén
- Sven Erik Vikström – Westin
- Malin Berghagen – Nordins dotter

### Övriga medverkande
- Karin Ahnborg – attributör
- Mats Andersson – produktionssekreterare
- Louise Brattberg – redigerare
- Bengt Danielsson – ljud
- Leif Duvsjö – ljussättare
- Ann Eriksson – scenograf
- Per Gunnar Evander – regi och manus
- Erik Forslund – ljud
- Thomas Forsell – el
- Gunnar Frisell – mix
- Ulla-Stina Granat – maskör
- Jan-Olof Hallström – rekvisitör
- Barbro Hodén – scripta
- Björn J:son Lindh – musik
- Bengt-Åke Kimbré – producent
- Kajsa Lidbeck – assistent
- Tage Lidén – passare
- Bengt Lindström – foto
- Inger Löfberg – kostym
- Rune Malmgren – inspelningsledare
- Ewa Mark – kostym
- Ulf Nordin – ljussättare
- Peter Retzlaff – ljussättare
- Peter Ström – passare

## Utgåvor och översättningar
Ängslans boningar utkom första gången 1980 på Albert Bonniers Förlag i inbundet format med grönt omslag. År 1981 utkom den i Månpocket med nytt omslag av Pia Forsberg. År 2009 utkom den som talbok och 2014 som E-bok på Albert Bonniers Förlag.
År 1986 översattes boken till estniska av Arnold Ravel. Dess estniska titel är Ängi eluasemed – päevikromaan.